# 夜が明けたら、いちばんに君に会いにいく
『夜が明けたら、いちばんに君に会いにいく』（よるがあけたらいちばんにきみにあいにいく）は、汐見夏衛による小説。
小説投稿サイト「野いちご」でケータイ小説として公開され、2017年3月に第1回野いちご大賞を受賞し、同年6月にスターツ出版より単行本が刊行された。さらに、2020年5月にスターツ出版文庫として刊行された。累計発行部数は30万部を突破し「10代女子が選ぶ文芸小説No1」にも選ばれている。
周囲の空気を読み、優等生を演じる女子高生・茜が、最初は苦手と思っていた自分とは正反対の自由奔放で絵を描くことが好きな男子生徒・青磁と関わり、本来の自分を取り戻していき、お互いに惹かれていく姿が描かれる。
2023年9月1日に映画版が公開された。

## あらすじ
高校2年の丹羽茜は、過去の辛い経験のため、誰からも好かれる優等生を演じている。しかし、深川青磁にだけは、2年で初めて同じクラスになった時に、いきなり「お前のこと、大嫌い」と言われてしまい、茜はショックを受けるがなんとか受け流す。そんな時、たまたま風邪を引いた茜はマスクを着け、治った後も表情を隠すためにマスクが外せなくなる。
夏休みになり、茜たちは進学補習で忙しい中、文化祭の劇の準備を始めようとするが、担任は茜に指示をするだけ、クラスメイトはすべて茜まかせで準備を進めようともしない。
家庭では母親が家事や妹の世話などを忙しい茜に頼りすぎており、いい子でいようとした茜も徐々に疲れ切っていく。
劇の準備が進まず困惑した茜は教室を離れ、シャーペンで指を傷つけ、その痛みで心の平静を保とうとするが、傷だらけになった手を青磁につかまれて、シャーペンを取り上げられる。
そして、茜とふたりで教室に戻り、自主的に何もしようとしないクラスメイトに青磁が「自分で考えて動けない馬鹿だったら俺が指示してやる」などと言い出すが、みんながうなずき、横暴で口は悪いがてきぱきと指示を出す青磁の言うことに素直に従い、賑やかに準備を進めていく。
文化祭での茜たちのクラスの演劇は大盛況のうちに終わり、クラスメイトは喜び合うが、その中心にいるのは青磁だった。茜は疎外感を感じて人気の少ない旧校舎に向かい、美術室で展示されている作品を目にする。その中で青磁の描いた、灰色の分厚い雲の隙間から目映い光がまっすぐに射す空の絵に心を奪われる。その光は優しく世界に降り注ぐ希望に見え、茜は思わず涙が溢れ出してしまう。
青磁に声をかけられた茜が「青磁が見てる世界は、こんなに綺麗なんだね」と言うと、青磁が茜を一面の綺麗な青空の見える旧校舎の屋上に連れて行く。青磁の隣で真っ青な空を眺めて茜は本当の笑顔になっていた。
青磁は茜に「自分に嘘をついて作り笑顔でいるといつか壊れるぞ」と言い出し、言いたいことがあるなら吐き出せと何度も迫る。茜はためらいながらも、学校やクラスメイト、家族に対しての不満を晴れきった空に向かって思い切り吐き出し始める。
その茜の姿に青磁は耐えかねたように笑い始め、茜も思わず笑い出す。茜は青磁のおかげで少し変われた気になり、ふたりの間の距離も少しずつ縮まっていく。

## 登場人物

### 主要人物
丹羽茜（にわ あかね）
高校2年。学級委員長。担任や他の生徒からの信頼も厚い優等生を演じており、家庭でも懸命にいい子でいようとしている。
いつしかマスクが手放せないようになり、心が壊れかけていくが、青磁との交流を通じ、少しずつ本来の自分を取り戻していく。
深川青磁（ふかがわ せいじ）
茜のクラスメイト。綺麗な顔立ち、白っぽい銀髪の人目を引く容姿に加え、自由奔放な言動で常に周りの注目を集める。
美術部員で、絵が上手く何度も受賞しており、茜も彼の絵には魅了されている。優等生を演じる茜を毛嫌いし「嫌いだ」と言い放つ。

### 茜たちのクラス
沙耶香（さやか）
茜の親友。青磁とのことなど親身に相談に乗ってくれる。
亮太（りょうた）
青磁の友人。青磁の前の席の男子。
友里亜（ゆりあ）
茜のクラスメイト。誰が見ても可愛らしい印象の女子。文化祭の演劇でお姫様役になる。
担任教師
茜たちのクラスの担任。クラスの細々とした仕事を委員長の茜に押しつけがちになってしまっている。

### 美術部
部員の青磁に誘われて以来、茜が放課後に部室をよく訪れている。
里美（さとみ）
部長。3年の女子。いつも笑顔で挨拶をしてくれる。
遠子（とおこ）
部員。1年の女子。大人しくて可愛らしい。陸上部の1年生の男子・彼方（かなた）と付き合っている。
三田（みた）
部員。2年の男子。いつもゲームをしている。
吉野（よしの）
部員。1年の女子。いつも漫画を描いている。

### 茜の家族
玲奈（れいな）
茜の妹。3歳。笑顔は天使のようだが、最近面倒をかけることが多い。母親が行けない時は茜が代わりに保育園のお迎えをしている。
茜の母
朝から夕方までパート勤務をしており、疲れた顔をしていることが多い。
茜の継父。
茜が12歳の時に母が再婚した。とても優しく茜のことを細やかに気遣ってくれるが、「お父さん」とはなかなか呼べない。
茜の兄
不登校で家に引きこもっている。難関の進学校に通っていたが、1年から休学し、もうすぐ18歳となる。
小学校の時に入っていたサッカークラブに青磁もいた。

## 書誌情報
- 汐見夏衛（著）・ナナカワ（イラスト）『夜が明けたら、いちばんに君に会いにいく』（2017年6月25日発売[3]、スターツ出版〈単行本〉、ISBN 978-4-8137-9011-2）
- 汐見夏衛（著）・ナナカワ（イラスト）『夜が明けたら、いちばんに君に会いにいく』（2020年5月28日発売[4]、スターツ出版〈スターツ出版文庫〉、ISBN 978-4-8137-0910-7）
- 汐見夏衛（著）・三湊かおり（イラスト）、スターツ出版〈野いちごジュニア文庫〉、全2冊              
  1. 『夜が明けたら、いちばんに君に会いにいく 上』 2022年8月20日発売[4]、ISBN 978-4-8137-8060-1
  2. 『夜が明けたら、いちばんに君に会いにいく 下』 2022年8月20日発売[4]、ISBN 978-4-8137-8061-8

## コミカライズ
「野いちご大賞」 受賞作として、りぼん増刊号にてコミカライズが決定され、 柚木ウタノ作画により、2017年「夏の大増刊号 りぼんスペシャル バニラ」に前編、「夏の大増刊号 りぼんスペシャル ミント」に後編が掲載された。

### 書誌情報（漫画）
- 汐見夏衛（原作）・柚木ウタノ（まんが） 『夜が明けたら、いちばんに君に会いにいく』 集英社〈りぼんマスコットコミックス〉、2018年2月23日発売[9]、ISBN 978-4-08-867492-6

## 関連作品
- 『だから私は、明日のきみを描く』 （シリーズ第２弾）[10]

本作のスピンオフ作品。美術部の女子・遠子が主人公。遠子が大好きな親友の遙の片思いの相手・陸上部の彼方を好きになってしまい、その思いを必死に抑えようとする姿と、遠子と遥の互いのことを心から思い合う友情が描かれる。
- 『まだ見ぬ春も、君のとなりで笑っていたい』（シリーズ第３弾）[11][12]

『だから私は、明日のきみを描く』のスピンオフ作品。遠子の親友・遙が主人公。自分を好きになれず息苦しい思いを感じていた遥が、声を失くした少年・天音と出会い、傷つけ合いながら成長していく姿が描かれる。
- 『夜が明けたら、いちばんに君に会いにいく ~Another Stories ~』[13]

本編の続編として、22歳になった茜と青磁の関係性の変化や、茜の親友・橘沙耶香、不登校に悩む茜の兄・丹羽周也、茜の異父妹・丹羽玲奈など、2人を取り巻く人物が抱える悩みや葛藤が描かれる。

## 映画
2023年9月1日に公開された。監督は酒井麻衣、主演は白岩瑠姫（JO1）と久間田琳加。白岩は映画初出演・初主演となる。

### キャスト

#### 主要人物
深川青磁（ふかがわ せいじ）
演 - 白岩瑠姫（JO1）
銀髪の高校生。クラスの人気者。自由奔放で絵を描くことが好き。
思ったことをはっきりと言うが、謎めいた一面も持っている。
丹羽茜（にわ あかね）
演 - 久間田琳加
青磁のクラスメイト。周囲の空気ばかり読んでしまう優等生を演じている。
マスクが手放せず、本当の自分と周囲からのイメージのギャップに思い悩む。

#### 青磁たちの高校
沙耶香
演 - 箭内夢菜
茜のよき理解者である友人。
担任
演 - 今井隆文
青磁と茜の担任教師。
岡崎
演 - 上杉柊平
青磁の知られざる背景を知る美術教師。

#### 丹羽家
丹羽隆
演 - 吉田ウーロン太
茜の継父。茜への接し方に戸惑いながらも寄り添う。
丹羽恵子
演 - 鶴田真由
茜の母親。
丹羽玲奈
演 - 佐藤恋和
茜の異父妹。

### スタッフ
- 原作 - 汐見夏衛『夜が明けたら、いちばんに君に会いにいく』（スターツ出版刊）
- 監督 - 酒井麻衣
- 脚本 - イ・ナウォン、酒井麻衣
- 音楽 - 横山克、濱田菜月[18]
- 主題歌 - JO1「Gradation」（LAPONE ENTERTAINMENT）[18]
- エグゼクティブプロデューサー - 豊島雅郎
- プロデューサー - 村山えりか、井手陽子、本田純子
- アソシエイトプロデューサー - 岩上貴則
- 撮影 - 平野礼
- 照明 - 本間光平
- サウンドデザイン - 浅梨なおこ
- 美術 - Ren
- 装飾 - 小林美智子
- 編集 - 岩間徳裕
- スタイリスト - 小泉美智子
- ヘアメイク - 外丸愛
- 助監督 - 佐伯竜一
- 制作担当 - 篠宮隆浩
- 絵画監修 - 朝霧レオ
- 宣伝プロデューサー - 原尭志
- 制作プロダクション - C&Iエンタテインメント、アスミック・エース[6]
- 製作幹事・配給 - アスミック・エース[6]
- 製作 -「夜が明けたら、いちばんに君に会いにいく」製作委員会（アスミック・エース、LAPONEエンタテインメント、ガイエ、C&Iエンタテインメント、スターツ出版、日本出版販売、microverse、ローソングループ）

### 公開
公開後の2023年9月4日に発表された週末興行成績ランキングでは初登場第10位にランクインした。